# Алта
Алта (норв. Alta) је град у Норвешкој. Град је у оквиру покрајине Северне Норвешке и највећи је град, али не седиште округа Финмарк (то је значајно мањи Вадсе).

## Географија
Град Алта се налази у крајње северном делу Норвешке. Од главног града Осла град је удаљен 1.900 km северно од града. Сходно томе, главна веза са Ослом и остатком Норвешке је путем авио-веза.
Алта се налази на северној обали Скандинавског полуострва, на дну истоименог Алтског фјорда. Град се образовао око ушћа истоимене реке Алте у море. Насеље се простире на брдима око реке. Сходно томе, надморска висина града иде од 0 до 70 м надморске висине.

## Историја
Први трагови насељавања на месту данашње Алте јављају се у доба праисторије. Данашње насеље јавља се средином 19. века, у доба учвршћивања норвешке власти у Лапонији.
Насеље се посебно развило у другој половини 20. века, па је градска права добило тек 1999. године.
Током петогодишње окупације Норвешке (1940—45) од стране Трећег рајха Алта и његово становништво су значајно страдали, посебно на почетку рата, бомбардовањем од стране Луфтвафеа.

## Становништво
Данас Алта има око 14 хиљада у градским границама и 19 хиљада на подручју општине. Последњих година број становника у граду се повећава по годишњој стопи од близу 1%.

## Привреда
Привреда Алте се заснива на коришћењу ресурса норвешког дела Арктика. Традиционалне делатности су риболов и поморство и вађење грађевинског камена, а данас се све више развијају трговина и услуге. У граду је и седиште Више школе Финмарка.

## Збирка слика
- Главни трг у Алти
- Аеродром „Алта"
- Градска црква
- Пешачка улица у Алти